# Jardín botánico La Paz

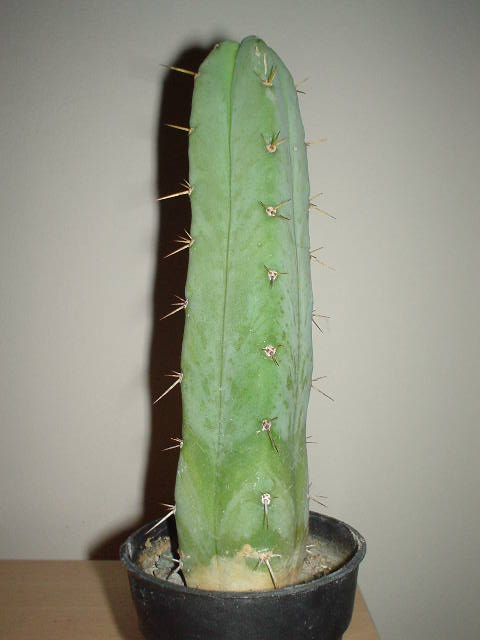
Echinopsis lageniformis, especie endémica de los desiertos de montaña de Bolivia.

El Jardín Botánico La Paz es una unidad del Instituto de Ecología- Carrera de Biología, Facultad de Ciencias Puras y Naturales de la Universidad Mayor de San Andrés. Es un jardín botánico de unas 5 hectáreas de extensión ubicado en el Campus Universitario de Cota Cota, de la ciudad de La Paz, es miembro de la Asociación de Jardines Botánicos de Latinoamérica y del Caribe, (ALCJB ) y de la BGCI (Botanical Garden Conservation International) con sede en Londres. Su código de identificación internacional como institución botánica, así como las siglas de su herbario es LPB. 

## Localización
El Jardín Botánico La Paz se encuentra a una altitud de 3400 m s. n. m. en una zona semiárida en el Instituto de Ecología perteneciente a la Universidad Mayor de San Andrés (UMSA), 
Campus universitario Calle 27 de Cota Cota, La Paz, Bolivia. Casilla Postal # 10077.
- Teléfonos: 591-2-792582, 591-2-792416, 591-2-799459 interno 591-2612851

Mapa del Jardín Botánico en el Campus de Cota Cota.

- Mapa del Jardín Botánico en el Campus de Cota Cota.

## Historia
El Jardín Botánico La Paz surgió de una iniciativa del equipo docente del Instituto de Ecología, con los objetivos de promover la investigación, la enseñanza y el de exhibición de la flora de los Valles Secos Interandinos, así como la conservación de la diversidad florística y de sus endemismos. Actualmente trabaja en programas de educación ambiental, conservación e investigación.  

## Colecciones
El Jardín Botánico La Paz se divide en cinco secciones:
- Jardín de recreación y Enseñanza, donde se pueden estudiar los humedales a orillas de un lago artificial y las plantas distribuidas de una forma sistemática. Esta área refleja vegetación nativa e introducida.
- Valles Secos Interandinos, con numerosos representantes de la vegetación xerofítica. Plantas raras y especies en peligro de extinción (colección de varias especies del género Polylepis)
- Plantas económicas,
- Zonas geobotánicas,
- Campos de investigación en viveros. (Actualmente profundizando temas de investigación con especies del género Baccharis)